# Лоро, Николь
Николь Лоро (фр. Nicole Loraux, 26 апреля 1943, Париж — 6 апреля 2003, Аржантёй, Валь-д'Уаз) — французский историк и антрополог.

## Биография и исследовательская работа
Ученица Жана-Пьера Вернана, Пьера Видаль-Наке, Марселя Детьена. Сотрудница Высшей школы социальных наук в Париже. Специалист по исторической антропологии Древней Греции. В анализ языка и мифологии Лоро вносила элементы психоанализа, прослеживая роль, которую играла женская тема в мифах и ритуалах греков, в формировании их образа жизни, становлении Афинского государства.

## Труды
- L’invention d’Athènes. Histoire de l’oraison funèbre dans la 'cité classique' (1981)
- Les enfants d’Athéna. Idées athéniennes sur la citoyenneté et la division des sexes (1981)
- Façons tragiques de tuer une femme (1985)
- Les expériences de Tirésias. Le féminin et l’homme grec (1989)
- Les mères en deuil (1990)
- La Cité divisée (1997)
- La Grèce au féminin (2001)
- Figures de l’intellectuel en Grèce ancienne (1998)
- La tragédie d’Athènes. La politique entre l’ombre et l’utopie (2005)

## Признание
Книга Дети Афины (1981) и другие работы Лоро оказали глубокое влияние на широкий круг исследователей, от филологов до политологов. Труды Николь Лоро переведены на английский, немецкий, испанский, итальянский, греческий и др. языки.

## Публикации на русском языке
- Что есть богиня?// История женщин. От древних богинь до христианских святых. СПб: Алетейя, 2005.
- Душа города (пер. Сергея Ермакова) // «Esse» Том 2 № 1/2 (3/4) 2017.

- Лоро Н. Разделенный город: Забвение в памяти Афин. М.: Новое литературное обозрение, 2021.